# Escut de Rasquera

Escut oficial de Rasquera

L'escut oficial de Rasquera té el següent blasonament:
Escut caironat: de gules, una carrasca d'or acompanyada de 2 creus de Malta una a cada costat del tronc. Per timbre una corona mural de poble.

## Història
Va ser aprovat el 20 de març de 1990 i publicat al DOGC el 28 de març del mateix any dins el número 1273.
La carrasca és un senyal parlant al·lusiu al nom del poble. Rasquera fou donada als templers (pertanyia a la comanda de Miravet), i des de 1317 va passar als hospitalers: aquesta dependència és simbolitzada per la creu de Malta a banda i banda de la carrasca.